# Deborah Lynn Scott
Deborah Lynn Scott (1954), también conocida como Deborah Scott, es una diseñadora de vestuario y escenógrafa estadounidense, más conocida por su trabajo en la película de James Cameron Titanic, por el que ganó un Óscar al mejor diseño de vestuario.
Su primera película en la que trabajó como diseñadora de vestuario fue Don't Answer the Phone (1979). Otros de sus trabajos incluyen: E.T., el extraterrestre (1982), Back to the Future (1985), Leyendas de pasión (1994), El patriota (2000), Transformers (2007), Avatar (2009) y Amor y otras drogas (2010).

## Vida personal
Completó sus estudios en la Universidad Estatal de California. Tiene dos hijas, llamadas Hannah y Tess.

## Filmografía
- Don't Answer the Phone (1979)
- E.T., el extraterrestre (1982)
- Twilight Zone: The Movie (1983)
- Never Cry Wolf (1983)
- Calles de fuego (1984)
- Back to the Future (1985)
- Blue City (1986)
- Armed and Dangerous (1986)
- ¿Te acuerdas de anoche? (1986)
- ¿Quién es esa chica? (1987)
- Moving (1988)
- When the Whales Came (1989)
- Coupe de Ville (1990)
- Hear My Song (1991)
- Eve of Destruction (1991)
- Defending Your Life (1991)
- The Turn of the Screw (1992)
- Hoffa (1992)
- Silver (1993)
- Leyendas de pasión (1994)
- The Indian in the Cupboard (1995)
- Heat (1995)
- To Gillian on Her 37th Birthday (1996)
- Titanic (1997)
- Wild Wild West (1999)
- El patriota (2000)
- Minority Report (2002)
- The Hebrew Hammer (2003)
- Bad Boys II (2003)
- The Upside of Anger (2005)
- La isla (2005)
- La ciudad perdida (2005)
- Transformers (2007)
- Seraphim Falls (2007)
- Reign Over Me (2007)
- Superagente 86 (2008)
- Increíble pero falso (2009)
- Transformers: la venganza de los caídos (2009)
- Avatar (2009)
- Amor y otras drogas (2010)
- The Amazing Spider-Man 2: Rise of Electro (2014)

## Premios y distinciones
Premios Óscar
| Año  | Categoría                 | Película | Resultado |
| ---- | ------------------------- | -------- | --------- |
| 1998 | Mejor diseño de vestuario | Titanic  | Ganadora  |